# Seznam dílů seriálu Gotham
Toto je seznam dílů seriálu Gotham. Americký dramatický seriál Gotham byl vysílán v letech 2014–2019 na stanici Fox. Celkem vzniklo 100 dílů v pěti řadách. V Česku je premiérově vysílán na stanici Nova Action.

## Přehled řad
| Řada | Díly | Premiéra v USA | Premiéra v USA  | Premiéra v ČR      | Premiéra v ČR      |
| Řada | Díly | První díl      | Poslední díl    | První díl          | Poslední díl       |
| ---- | ---- | -------------- | --------------- | ------------------ | ------------------ |
| 1    | 22   | 22. září 2014  | 4. května 2015  | 6. prosince 2015   | 14. února 2016     |
| 2    | 22   | 21. září 2015  | 23. května 2016 | 26. června 2016    | 4. září 2016       |
| 3    | 22   | 19. září 2016  | 5. června 2017  | 24. listopadu 2017 | 29. listopadu 2017 |
| 4    | 22   | 21. září 2017  | 17. května 2018 | bude oznámeno      | bude oznámeno      |
| 5    | 12   | 3. ledna 2019  | 25. dubna 2019  | bude oznámeno      | bude oznámeno      |

## Seznam dílů

### První řada (2014–2015)
| Č. v seriálu | Č. v řadě | Původní název                 | Český název                                                            | Režie           | Scénář               | Premiéra v USA     | Premiéra v ČR     |
| ------------ | --------- | ----------------------------- | ---------------------------------------------------------------------- | --------------- | -------------------- | ------------------ | ----------------- |
| 1            | 1         | Pilot                         | Počátek (Nova Action) Pilotní díl (Netflix)                            | Danny Cannon    | Bruno Heller         | 22. září 2014      | 6. prosince 2015  |
| 2            | 2         | Selina Kyle                   | Selina Kyleová (Nova Action) Selina Kyle (Netflix)                     | Danny Cannon    | Bruno Heller         | 29. září 2014      | 6. prosince 2015  |
| 3            | 3         | The Balloonman                | Balloonman (Nova Action) Vzduchoplavec (Netflix)                       | Dermott Downs   | John Stephens        | 6. října 2014      | 13. prosince 2015 |
| 4            | 4         | Arkham                        | Projekt Arkham (Nova Action) Arkham (Netflix)                          | TJ Scott        | Ken Woodruff         | 13. října 2014     | 13. prosince 2015 |
| 5            | 5         | Viper                         | Viper (Nova Action) Zmije (Netflix)                                    | Tim Hunter      | Rebecca Perry Cutter | 20. října 2014     | 20. prosince 2015 |
| 6            | 6         | Spirit of the Goat            | Vtělení Goata (Nova Action) Kozí duch (Netflix)                        | TJ Scott        | Ben Edlund           | 27. října 2014     | 20. prosince 2015 |
| 7            | 7         | Penguin's Umbrella            | Penguinův deštník (Nova Action) Tučňákův deštník (Netflix)             | Rob Bailey      | Bruno Heller         | 3. listopadu 2014  | 27. prosince 2015 |
| 8            | 8         | The Mask                      | Maska                                                                  | Paul Edwards    | John Stephens        | 10. listopadu 2014 | 27. prosince 2015 |
| 9            | 9         | Harvey Dent                   | Harvey Dent                                                            | Karen Gaviola   | Ken Woodruff         | 17. listopadu 2014 | 3. ledna 2016     |
| 10           | 10        | Lovecraft                     | Lovecraft (Nova Action) Dílo lásky (Netflix)                           | Guy Ferland     | Rebecca Dameron      | 24. listopadu 2014 | 3. ledna 2016     |
| 11           | 11        | Rogues' Gallery               | Terapie (Nova Action) Galerie zločinců (Netflix)                       | Oz Scott        | Sue Chung            | 5. ledna 2015      | 10. ledna 2016    |
| 12           | 12        | What the Little Bird Told Him | Co si ptáčci štěbetají (Nova Action) Co mu ptáček zaštěbetal (Netflix) | Eagle Egilsson  | Ben Edlund           | 19. ledna 2015     | 10. ledna 2016    |
| 13           | 13        | Welcome Back, Jim Gordon      | Vítej zpět, Jime Gordone                                               | Wendey Stanzler | Megan Mostyn-Brown   | 26. ledna 2015     | 17. ledna 2016    |
| 14           | 14        | The Fearsome Dr. Crane        | Strašlivý dr. Crane (Nova Action) Děsivý dr. Crane (Netflix)           | John Behring    | John Stephens        | 2. února 2015      | 17. ledna 2016    |
| 15           | 15        | The Scarecrow                 | Scarecrow (Nova Action) Strašák (Netflix)                              | Nick Copus      | Ken Woodruff         | 9. února 2015      | 24. ledna 2016    |
| 16           | 16        | The Blind Fortune Teller      | Slepý jasnovidec (Nova Action) Slepý věštec (Netflix)                  | Jeffrey Hunt    | Bruno Heller         | 16. února 2015     | 24. ledna 2016    |
| 17           | 17        | Red Hood                      | Red Hood gang (Nova Action) Rudá kápě (Netflix)                        | Nathan Hope     | Danny Cannon         | 23. února 2015     | 31. ledna 2016    |
| 18           | 18        | Everyone Has a Cobblepot      | Každý má svého Cobblepota                                              | Bill Eagles     | Megan Mostyn-Brown   | 2. března 2015     | 31. ledna 2016    |
| 19           | 19        | Beasts of Prey                | Šelmy (Nova Action) Dravá zvěř (Netflix)                               | Eagle Egilsson  | Ken Woodruff         | 13. dubna 2015     | 7. února 2016     |
| 20           | 20        | Under the Knife               | Na ostří nože (Nova Action) Pod kudlou (Netflix)                       | TJ Scott        | John Stephens        | 20. dubna 2015     | 7. února 2016     |
| 21           | 21        | The Anvil or the Hammer       | Kladivo nebo kovadlina (Nova Action) Kovadlina či kladivo (Netflix)    | Paul Edwards    | Jordan Harper        | 27. dubna 2015     | 14. února 2016    |
| 22           | 22        | All Happy Families Are Alike  | Všechny šťastné rodiny jsou stejné                                     | Danny Cannon    | Bruno Heller         | 4. května 2015     | 14. února 2016    |

### Druhá řada (2015–2016)
První část druhé řady má podtitul Rise of the Villains.
| Č. v seriálu | Č. v řadě | Původní název            | Český název                                                    | Režie             | Scénář               | Premiéra v USA     | Premiéra v ČR     |
| ------------ | --------- | ------------------------ | -------------------------------------------------------------- | ----------------- | -------------------- | ------------------ | ----------------- |
| 23           | 1         | Damned If You Do…        | Ať děláš, co děláš (Nova Action) Neopovaž se (Netflix)         | Danny Cannon      | Bruno Heller         | 21. září 2015      | 26. června 2016   |
| 24           | 2         | Knock, Knock             | Ťuky ťuk (Nova Action) Ťuk, ťuk (Netflix)                      | Rob Bailey        | Ken Woodruff         | 28. září 2015      | 26. června 2016   |
| 25           | 3         | The Last Laugh           | Kdo se směje naposled                                          | Eagle Egilsson    | John Stephens        | 5. října 2015      | 3. července 2016  |
| 26           | 4         | Strike Force             | Úderná jednotka (Nova Action) Přepadovka (Netflix)             | TJ Scott          | Danny Cannon         | 12. října 2015     | 3. července 2016  |
| 27           | 5         | Scarification            | Jizvení (Nova Action) Skarifikace (Netflix)                    | Bill Eagles       | Jordan Harper        | 19. října 2015     | 10. července 2016 |
| 28           | 6         | By Fire                  | Ohněm                                                          | TJ Scott          | Rebecca Perry Cutter | 26. října 2015     | 10. července 2016 |
| 29           | 7         | Mommy's Little Monster   | Maminčina nestvůrka (Nova Action) Maminčina zrůdička (Netflix) | Kenneth Fink      | Robert Hull          | 2. listopadu 2015  | 17. července 2016 |
| 30           | 8         | Tonight's the Night      | Noc s velkým N (Nova Action) Dnes je ta noc (Netflix)          | Jeffrey Hunt      | Jim Barnes           | 9. listopadu 2015  | 17. července 2016 |
| 31           | 9         | A Bitter Pill to Swallow | Hořká pilulka                                                  | Louis Shaw Milito | Megan Mostyn-Brown   | 16. listopadu 2015 | 24. července 2016 |
| 32           | 10        | The Son of Gotham        | Syn Gothamu                                                    | Rob Bailey        | John Stephens        | 23. listopadu 2015 | 24. července 2016 |
| 33           | 11        | Worse Than a Crime       | Horší než zločin                                               | Jeffrey Hunt      | Bruno Heller         | 30. listopadu 2015 | 31. července 2016 |

Druhá část druhé řady má podtitul Wrath of the Villains.
| Č. v seriálu | Č. v řadě | Původní název                 | Český název                                                         | Režie            | Scénář                           | Premiéra v USA  | Premiéra v ČR     |
| ------------ | --------- | ----------------------------- | ------------------------------------------------------------------- | ---------------- | -------------------------------- | --------------- | ----------------- |
| 34           | 12        | Mr. Freeze                    | Mr. Freeze (Nova Action) Pan Mráz (Netflix)                         | Nick Copus       | Ken Woodruff                     | 29. února 2016  | 31. července 2016 |
| 35           | 13        | A Dead Man Feels No Cold      | Mrtvý mráz necítí (Nova Action) Mrtvého nestudí (Netflix)           | Eagle Egilsson   | Seth Boston                      | 7. března 2016  | 7. srpna 2016     |
| 36           | 14        | This Ball of Mud and Meanness | Kulička bláta a zloby (Nova Action) Hrst bláta s podlostí (Netflix) | John Behring     | Jordan Harper                    | 14. března 2016 | 7. srpna 2016     |
| 37           | 15        | Mad Grey Dawn                 | Šílený šedý úsvit (Nova Action) Šílený Grey Dawn (Netflix)          | Nick Copus       | Robert Hull                      | 21. března 2016 | 14. srpna 2016    |
| 38           | 16        | Prisoners                     | Vězni                                                               | Scott White      | Danny Cannon                     | 28. března 2016 | 14. srpna 2016    |
| 39           | 17        | Into the Woods                | Do lesů (Nova Action) Do lesa (Netflix)                             | Oz Scott         | Rebecca Perry Cutter             | 11. dubna 2016  | 21. srpna 2016    |
| 40           | 18        | Pinewood                      | Pinewood (Nova Action) Borový les (Netflix)                         | John Stephens    | Robert Hull a Megan Mostyn-Brown | 18. dubna 2016  | 21. srpna 2016    |
| 41           | 19        | Azrael                        | Azrael                                                              | Larysa Kondracki | Jim Barnes a Ken Woodruff        | 2. května 2016  | 28. srpna 2016    |
| 42           | 20        | Unleashed                     | Nespoutaný (Nova Action) Na svobodě (Netflix)                       | Paul Edwards     | Danny Cannon                     | 9. května 2016  | 28. srpna 2016    |
| 43           | 21        | A Legion of Horribles         | Legie hrozivých (Nova Action) Legie hrůzy (Netflix)                 | Rob Bailey       | Jordan Harper                    | 16. května 2016 | 4. září 2016      |
| 44           | 22        | Transference                  | Přemístění (Nova Action) Přenos (Netflix)                           | Eagle Egilsson   | Bruno Heller                     | 23. května 2016 | 4. září 2016      |

### Třetí řada (2016–2017)
Česká premiéra třetí řady byla vysílána v brzkých ranních hodinách, začátky jednotlivých dílů byly v rozmezí 01:35–03:50. V seznamu je datum české premiéry uvedeno podle televizního dne, tj. hodiny 00:00–06:00 se počítají k předchozímu kalendářnímu dni.
První část třetí řady má podtitul Mad City.
| Č. v seriálu | Č. v řadě | Původní název                    | Český název                           | Režie                | Scénář                          | Premiéra v USA     | Premiéra v ČR      |
| ------------ | --------- | -------------------------------- | ------------------------------------- | -------------------- | ------------------------------- | ------------------ | ------------------ |
| 45           | 1         | Better to Reign in Hell…         | Lepší vládnout v pekle                | Danny Cannon         | John Stephens                   | 19. září 2016      | 24. listopadu 2017 |
| 46           | 2         | Burn the Witch                   | Upalte čarodějnici                    | Danny Cannon         | Ken Woodruff                    | 26. září 2016      | 24. listopadu 2017 |
| 47           | 3         | Look Into My Eyes                | Dívej se mi do očí                    | Rob Bailey           | Danny Cannon                    | 3. října 2016      | 25. listopadu 2017 |
| 48           | 4         | New Day Rising                   | Nový den přichází                     | Eagle Egilsson       | Robert Hull                     | 10. října 2016     | 25. listopadu 2017 |
| 49           | 5         | Anything for You                 | Pro tebe všechno                      | TJ Scott             | Denise Thé                      | 17. října 2016     | 25. listopadu 2017 |
| 50           | 6         | Follow the White Rabbit          | Jdi za bílým králíkem                 | Nathan Hope          | Steven Lilien a Bryan Wynbrandt | 24. října 2016     | 25. listopadu 2017 |
| 51           | 7         | Red Queen                        | Srdcová královna                      | Scott White          | Megan Mostyn-Brown              | 31. října 2016     | 26. listopadu 2017 |
| 52           | 8         | Blood Rush                       | Nával krve                            | Rob Bailey           | Tze Chun                        | 7. listopadu 2016  | 26. listopadu 2017 |
| 53           | 9         | The Executioner                  | Popravčí                              | John Behring         | Ken Woodruff                    | 14. listopadu 2016 | 26. listopadu 2017 |
| 54           | 10        | Time Bomb                        | Časovaná bomba                        | Hanelle M. Culpepper | Robert Hull                     | 21. listopadu 2016 | 26. listopadu 2017 |
| 55           | 11        | Beware the Green-Eyed Monster    | Pozor na zelenookého netvora          | Danny Cannon         | John Stephens                   | 28. listopadu 2016 | 27. listopadu 2017 |
| 56           | 12        | Ghosts                           | Duchové                               | Eagle Egilsson       | Danny Cannon                    | 16. ledna 2017     | 27. listopadu 2017 |
| 57           | 13        | Smile Like You Mean It           | Usmívej se, jako by to bylo doopravdy | Olatunde Osunsanmi   | Steven Lilien a Bryan Wynbrandt | 23. ledna 2017     | 27. listopadu 2017 |
| 58           | 14        | The Gentle Art of Making Enemies | Jemné umění dělat si nepřátele        | Louis Shaw Milito    | Seth Boston                     | 30. ledna 2017     | 27. listopadu 2017 |

Druhá část třetí řady má podtitul Heroes Rise.
| Č. v seriálu | Č. v řadě | Původní název                      | Český název                      | Režie         | Scénář                          | Premiéra v USA  | Premiéra v ČR      |
| ------------ | --------- | ---------------------------------- | -------------------------------- | ------------- | ------------------------------- | --------------- | ------------------ |
| 59           | 15        | How the Riddler Got His Name       | Jak Hádankář ke jménu přišel     | TJ Scott      | Megan Mostyn-Brown              | 24. dubna 2017  | 28. listopadu 2017 |
| 60           | 16        | These Delicate and Dark Obsessions | Tyhle choulostivé a temné obsese | Ben McKenzie  | Robert Hull                     | 1. května 2017  | 28. listopadu 2017 |
| 61           | 17        | The Primal Riddle                  | Prvotní hádanka                  | Maja Vrvilo   | Steven Lilien a Bryan Wynbrandt | 8. května 2017  | 28. listopadu 2017 |
| 62           | 18        | Light The Wick                     | Zapalte knot                     | Mark Tonderai | Tze Chun                        | 15. května 2017 | 28. listopadu 2017 |
| 63           | 19        | All Will Be Judged                 | Souzeni budou všichni            | John Behring  | Ken Woodruff                    | 22. května 2017 | 29. listopadu 2017 |
| 64           | 20        | Pretty Hate Machine                | Půvabný automat na nenávist      | Danny Cannon  | Steven Lilien a Bryan Wynbrandt | 29. května 2017 | 29. listopadu 2017 |
| 65           | 21        | Destiny Calling                    | Volání osudu                     | Nathan Hope   | Danny Cannon                    | 5. června 2017  | 29. listopadu 2017 |
| 66           | 22        | Heavydirtysoul                     | Těžkášpinaváduše                 | Rob Bailey    | Robert Hull                     | 5. června 2017  | 29. listopadu 2017 |

### Čtvrtá řada (2017–2018)
Čtvrtá řada má podtitul A Dark Knight.
| Č. v seriálu | Č. v řadě | Původní název                       | Český název                      | Režie                | Scénář                          | Premiéra v USA     | Premiéra v ČR |
| ------------ | --------- | ----------------------------------- | -------------------------------- | -------------------- | ------------------------------- | ------------------ | ------------- |
| 67           | 1         | Pax Penguina                        | Pax Penguina                     | Danny Cannon         | John Stephens                   | 21. září 2017      | bude oznámeno |
| 68           | 2         | The Fear Reaper                     | Žnec děsu                        | Louis Shaw Milito    | Danny Cannon                    | 28. září 2017      | bude oznámeno |
| 69           | 3         | They Who Hide Behind Masks          | Ti s maskami                     | Mark Tonderai        | Steven Lilien a Bryan Wynbrandt | 5. října 2017      | bude oznámeno |
| 70           | 4         | The Demon's Head                    | Démonova hlava                   | Kenneth Fink         | Ben McKenzie                    | 12. října 2017     | bude oznámeno |
| 71           | 5         | The Blade's Path                    | Cesta meče                       | Scott White          | Tze Chun                        | 19. října 2017     | bude oznámeno |
| 72           | 6         | Hog Day Afternoon                   | Prasečí odpoledne                | Mark Tonderai        | Kim Newton                      | 26. října 2017     | bude oznámeno |
| 73           | 7         | A Day in the Narrows                | Den v úžině                      | John Behring         | Peter Blake                     | 2. listopadu 2017  | bude oznámeno |
| 74           | 8         | Stop Hitting Yourself               | Přestaň se mlátit                | Rob Bailey           | Charlie Huston                  | 9. listopadu 2017  | bude oznámeno |
| 75           | 9         | Let Them Eat Pie                    | Jen ať si dají                   | Nathan Hope          | Iturri Sosa                     | 16. listopadu 2017 | bude oznámeno |
| 76           | 10        | Things That Go Boom                 | Věci, které dělají bum           | Louis Shaw Milito    | Steven Lilien a Bryan Wynbrandt | 30. listopadu 2017 | bude oznámeno |
| 77           | 11        | Queen Takes Knight                  | Královna bere jezdce             | Danny Cannon         | John Stephens                   | 7. prosince 2017   | bude oznámeno |
| 78           | 12        | Pieces of a Broken Mirror           | Střepy zrcadla                   | Hanelle M. Culpepper | Danny Cannon                    | 1. března 2018     | bude oznámeno |
| 79           | 13        | A Beautiful Darkness                | Krásná temnota                   | John Stephens        | Tze Chun                        | 8. března 2018     | bude oznámeno |
| 80           | 14        | Reunion                             | Shledání                         | Annabelle K. Frost   | Peter Blake                     | 15. března 2018    | bude oznámeno |
| 81           | 15        | The Sinking Ship The Grand Applause | Potápějící se loď, velký potlesk | Nick Copus           | Seth Boston                     | 22. března 2018    | bude oznámeno |
| 82           | 16        | One of My Three Soups               | Jedna z mých tří polévek         | Ben McKenzie         | Charlie Huston                  | 29. března 2018    | bude oznámeno |
| 83           | 17        | Mandatory Brunch Meeting            | Povinný brunch                   | Maja Vrvilo          | Steven Lilien a Bryan Wynbrandt | 5. dubna 2018      | bude oznámeno |
| 84           | 18        | That's Entertainment                | To je zábava                     | Nick Copus           | Danny Cannon                    | 12. dubna 2018     | bude oznámeno |
| 85           | 19        | To Our Deaths and Beyond            | Do smrti a dál                   | Scott White          | Peter Blake a Iturri Sosa       | 19. dubna 2018     | bude oznámeno |
| 86           | 20        | That Old Corpse                     | Ta stará mrtvola                 | Louis Shaw Milito    | Charlie Huston                  | 3. května 2018     | bude oznámeno |
| 87           | 21        | One Bad Day                         | Špatný den                       | Rob Bailey           | Tze Chun                        | 10. května 2018    | bude oznámeno |
| 88           | 22        | No Man's Land                       | Země nikoho                      | Nathan Hope          | John Stephens a Seth Boston     | 17. května 2018    | bude oznámeno |

### Pátá řada (2019)
Pátá řada má podtitul Legend of the Dark Knight.
| Č. v seriálu | Č. v řadě | Původní název           | Český název           | Režie             | Scénář                         | Premiéra v USA  | Premiéra v ČR |
| ------------ | --------- | ----------------------- | --------------------- | ----------------- | ------------------------------ | --------------- | ------------- |
| 89           | 1         | Year Zero               | Rok nula              | Danny Cannon      | John Stephens                  | 3. ledna 2019   | bude oznámeno |
| 90           | 2         | Trespassers             | Vetřelci              | Louis Shaw Milito | Danny Cannon                   | 10. ledna 2019  | bude oznámeno |
| 91           | 3         | Penguin, Our Hero       | Tučňák, náš hrdina    | Rob Bailey        | Tze Chun                       | 17. ledna 2019  | bude oznámeno |
| 92           | 4         | Ruin                    | Trosky                | Nathan Hope       | James Stoteraux a Chad Fiveash | 24. ledna 2019  | bude oznámeno |
| 93           | 5         | Pena Dura               | Pena Dura             | Mark Tonderai     | Iturri Sosa                    | 31. ledna 2019  | bude oznámeno |
| 94           | 6         | 13 Stitches             | 13 stehů              | Ben McKenzie      | Seth Boston                    | 14. února 2019  | bude oznámeno |
| 95           | 7         | Ace Chemicals           | Špičkové chemikálie   | John Stephens     | Tze Chun                       | 21. února 2019  | bude oznámeno |
| 96           | 8         | Nothing's Shocking      | Nic šokujícího        | Kenneth Fink      | Seth Boston                    | 28. února 2019  | bude oznámeno |
| 97           | 9         | The Trial of Jim Gordon | Soud s Jimem Gordonem | Erin Richards     | Ben McKenzie                   | 7. března 2019  | bude oznámeno |
| 98           | 10        | I Am Bane               | Já jsem Bane          | Kenneth Fink      | James Stoteraux a Chad Fiveash | 21. března 2019 | bude oznámeno |
| 99           | 11        | They Did What?          | Co že udělali?        | Carol Banker      | Tze Chun                       | 18. dubna 2019  | bude oznámeno |
| 100          | 12        | The Beginning…          | Začátek…              | Rob Bailey        | John Stephens                  | 25. dubna 2019  | bude oznámeno |